# Vaderlimulus tricki
Vaderlimulus tricki és una espècie fòssil de quelicerat de l'ordre dels xifosurs d'uns 10 centímetres. El fòssil va ser descobert a Idaho (EUA) i és el primer xifosur triàsic que s'ha trobat a Nord-amèrica. Té una antiguitat de 245 milions d'anys.

## Curiositats
El nom de l'espècie, tricki, fa referència al científic que descobrí l'espècie, Trick Runions, el qual forma part de la Universitat de Colorado. El gènere, Vaderlimulus rep el nom per la seva semblança amb el casc de Darth Vader, de la saga La Guerra de les Galàxies. L'espècie V. tricki no és la primera que rep el nom d'un personatge de La Guerra de les Galàxies, també el reben espècies com ara Trigonopterus chewbacca, un curculinoïdeu o Tetramorium jedi, una espècie de formiga de Madagascar.

## Característiques
La forma del V. tricki indica que pertany a la família Austrolimulidae, també extinta. Els membres d'aquesta família van viure al mar, tot i que en alguns casos, i durant el Triàsic, també ho feren en aigua dolça. En alguns casos desenvoluparen morfologies estranyes que els ajudaren en aquesta transició. L'espècie va viure durant la seva existència a la costa del continent Pangea. La zona que habitava l'animal era prop de la línia de costa, allà on convergien aigües dolces i salades.